# Meslay (Loir-et-Cher)
Meslay è un comune francese di 301 abitanti situato nel dipartimento del Loir-et-Cher nella regione del Centro-Valle della Loira.

## Società

### Evoluzione demografica
Abitanti censiti